# Dancing Queen (Fernsehserie)
Dancing Queen ist eine acht Episoden umfassende US-amerikanische Reality-TV-Serie mit der Dragqueen Alyssa Edwards (eigentlich Justin Johnson), die am 5. Oktober 2018 weltweit auf Netflix debütierte.

## Handlung
Die Serie erzählt aus dem Leben von Justin Johnson – besser bekannt unter dem Namen seiner Drag Persona Alyssa Edwards. Johnson lebt in Mesquite, Texas und leitet sein eigenes und vielfach preisgekröntes Tanzstudio: die Beyond Belief Dance Company. Der Arbeitsalltag ist von vielen Herausforderungen geprägt. So muss Johnson sich mit aufgebrachten Müttern auseinandersetzen, die der Ansicht sind, er würde ihre ambitionierten Kinder zu streng behandeln. Auch gibt es Streitigkeiten zwischen den Müttern und der Tanzlehrerin Marcella, in deren Folge Marcella die Beyond Belief Dance Company verlässt. Die Serie begleitet die Tanztruppe auch zu mehreren Auftritten, unter anderem in Los Angeles.
Neben seinem beruflichen Alltag muss Johnson private Probleme in der Familie lösen, will einen Partner finden und lässt sich beim Umzug in sein neues Haus begleiten. Unterstützung erhält er von seinen Drag-Töchtern Laganja Estranja und Shangela Laquifa Wadley.

## Besetzung
- Alyssa Edwards (eigentlich Justin Johnson), Gründer und Leiter der Beyond Belief Dance Company, 8 Episoden
- Marcella Raneri, Tanzlehrerin an der Beyond Belief Dance Company, 5 Episoden
- Shangela Laquifa Wadley (eigentlich D. J. Pierce), Freund und Drag-Tochter von Alyssa Edwards, 2 Episoden
- Laganja Estranja (eigentlich Jay Jackson), Freund und Drag-Tochter von Alyssa Edwards, 2 Episoden

## Hintergrund
Alyssa Edwards erlangte insbesondere Bekanntheit für ihre Teilnahme an RuPaul’s Drag Race und an RuPaul’s Drag Race: All Stars. Johnsons Beyond Belief Dance Company nahm auch an der dritten Staffel der US-amerikanischen Fernsehserie America’s Got Talent teil und schied im Viertelfinale aus.